# Stenopogon albibasis
Stenopogon albibasis là một loài ruồi trong họ Asilidae. Stenopogon albibasis được Bigot miêu tả năm 1878. Loài này phân bố ở vùng Tân Bắc giới.